# Distretto di Smarhon'
Il distretto di Smarhon' (in bielorusso Смаргонскі раён?) è un distretto (raën) della Bielorussia appartenente alla regione di Hrodna.